# Сектор 2 (Букурещ)
Сектор 2 е сектор, административна съставна част на град Букурещ, с обща площ 32 км2, и население 357 338 души (2009).